# 中嶋淑乃
中嶋 淑乃（なかしま よしの、1999年7月27日 - ）は、熊本県熊本市出身の女子サッカー選手。サンフレッチェ広島レジーナ所属。サッカー日本女子代表。ポジションはミッドフィールダー、フォワード。

## 来歴

### ユース
小学3年生のときに兄の影響で熊本ユナイテッドSCでサッカーを始め、中学卒業まで在籍。それまでは新体操をしていた。東海大学付属熊本星翔高等学校に進学。

### シニア
2018年にオルカ鴨川FCへ入団。2年目よりレギュラーに定着した。2020年には、なでしこリーグ2部の得点王に輝いた。
2021年、サンフレッチェ広島レジーナへ完全移籍。

### 代表
2022年7月、EAFF E-1サッカー選手権2022に出場するサッカー日本女子代表（なでしこジャパン）に初選出され、7月22日、チャイニーズタイペイ戦で代表デビューした。
2023年10月、第19回アジア競技大会に日本代表メンバーとして選出、北朝鮮代表との決勝戦で先制点を挙げ、日本の2大会連続3回目の優勝に貢献した。アジア大会の後、2024年パリオリンピックサッカー女子アジア2次予選に出場するA代表（なでしこジャパン）に追加召集を受けた。同年10月26日に行われた韓国代表との親善試合のメンバーに選出され、パリ五輪最終予選以来の代表復帰を果たした。

## 人物
かなりの人見知りである。

## 個人成績

### クラブ
| クラブ                     | シーズン | リーグ      | 背番号 | リーグ戦 | リーグ戦 | カップ戦 | カップ戦 | リーグ杯 | リーグ杯 | AFC  | AFC  | 合計 | 合計 |
| クラブ                     | シーズン | リーグ      | 背番号 | 出場     | 得点     | 出場     | 得点     | 出場     | 得点     | 出場 | 得点 | 出場 | 得点 |
| -------------------------- | -------- | ----------- | ------ | -------- | -------- | -------- | -------- | -------- | -------- | ---- | ---- | ---- | ---- |
| オルカ鴨川FC               | 2018     | なでしこ2部 | 17     | 4        | 0        | 2        | 0        | 3        | 0        | —    | —    | 9    | 0    |
| オルカ鴨川FC               | 2019     | なでしこ2部 | 17     | 18       | 4        | 3        | 0        | 7        | 0        | -    | -    | 28   | 4    |
| オルカ鴨川FC               | 2020     | なでしこ2部 | 17     | 18       | 11       | 2        | 0        | —        | —        | —    | —    | 20   | 11   |
| オルカ鴨川FC               | 通算     | 通算        | 通算   | 40       | 15       | 7        | 0        | 10       | 0        | 0    | 0    | 57   | 15   |
| サンフレッチェ広島レジーナ | 2021-22  | WE          | 11     | 20       | 3        | 2        | 0        | —        | —        | —    | —    | 22   | 3    |
| サンフレッチェ広島レジーナ | 2022-23  | WE          | 11     | 20       | 7        | 2        | 0        | 3        | 0        | —    | —    | 25   | 7    |
| サンフレッチェ広島レジーナ | 2023-24  | WE          | 11     | 21       | 1        | 3        | 2        | 5        | 2        | -    | -    | 29   | 5    |
| サンフレッチェ広島レジーナ | 2024-25  | WE          | 11     | 21       | 1        | 1        | 0        | 5        | 2        | -    | -    | 27   | 3    |
| サンフレッチェ広島レジーナ | 通算     | 通算        | 通算   | 82       | 12       | 8        | 2        | 13       | 4        | 0    | 0    | 103  | 18   |
| 通算                       | 日本     | 日本        | 1部    | 82       | 12       | 8        | 2        | 13       | 4        | 0    | 0    | 103  | 18   |
| 通算                       | 日本     | 日本        | 2部    | 40       | 15       | 7        | 0        | 10       | 0        | 0    | 0    | 57   | 15   |
| 総通算                     | 総通算   | 総通算      | 総通算 | 122      | 27       | 15       | 2        | 23       | 4        | 0    | 0    | 160  | 33   |

- 日本女子サッカーリーグ
  - 初出場 - 2018年5月6日 なでしこリーグ2部 第5節 伊賀FCくノ一戦 (上野運動公園競技場)[14]
  - 初得点 - 2019年3月24日 なでしこリーグ2部 第2節 バニーズ京都SC戦 (京都市西京極総合運動公園陸上競技場兼球技場)[14]

- WEリーグ
  - 初出場 - 2021年9月12日 第1節 ちふれASエルフェン埼玉戦 (熊谷スポーツ文化公園陸上競技場)[15]
  - 初得点 - 2021年9月12日 第1節 ちふれASエルフェン埼玉戦 (熊谷スポーツ文化公園陸上競技場)[15]

### 代表
- 2022年7月23日 - 日本女子代表初出場 -  チャイニーズタイペイ戦 (EAFF E-1サッカー選手権2022)
- 2023年10月26日 - 日本女子代表初得点 -  インド戦 (パリオリンピック・アジア2次予選)

#### 主な出場大会
- 日本女子代表
  - 2022年 - EAFF E-1サッカー選手権2022
  - 2023年 - 2022年アジア競技大会
  - 2023年 - パリオリンピック・アジア2次予選
  - 2025年 - EAFF E-1サッカー選手権2025

#### 試合数
| 日本代表 | 国際Aマッチ | 国際Aマッチ |
| 年       | 出場        | 得点        |
| -------- | ----------- | ----------- |
| 2022     | 1           | 0           |
| 2023     | 4           | 2           |
| 2024     | 2           | 0           |
| 2025     | 3           | 0           |
| 通算     | 10          | 2           |

2025年7月16日現在

#### 出場試合
| 出場試合一覧 | 出場試合一覧   | 出場試合一覧 | 出場試合一覧                                           | 出場試合一覧         | 出場試合一覧 | 出場試合一覧       | 出場試合一覧                           | 出場試合一覧 |
| #            | 開催日         | 開催都市     | スタジアム                                             | 対戦国               | 結果         | 監督               | 大会                                   | 出典         |
| ------------ | -------------- | ------------ | ------------------------------------------------------ | -------------------- | ------------ | ------------------ | -------------------------------------- | ------------ |
| 1.           | 2022年7月23日  | 鹿嶋         | 茨城県立カシマサッカースタジアム                       | チャイニーズタイペイ | ○ 4-1        | 池田太             | EAFF E-1サッカー選手権2022             | [ 16 ]       |
| 2.           | 2023年10月26日 | タシュケント | ロコモティフ・スタジアム                               | インド               | ○ 7-0        | 池田太             | 2024年パリオリンピック・アジア2次予選  | [ 17 ]       |
| 3.           | 2023年10月29日 | タシュケント | ブニョドコル・スタジアム                               | ウズベキスタン       | ○ 2-0        | 池田太             | 2024年パリオリンピック・アジア2次予選  | [ 18 ]       |
| 4.           | 2023年11月1日  | タシュケント | ロコモティフ・スタジアム                               | ベトナム             | ○ 2-0        | 池田太             | 2024年パリオリンピック・アジア2次予選  | [ 19 ]       |
| 5.           | 2023年11月30日 | サンパウロ   | ネオ・キミカ・アレーナ                                 | ブラジル             | ● 3-4        | 池田太             | 国際親善試合                           | [ 20 ]       |
| 6.           | 2024年2月24日  | ジッダ       | プリンス・アブドゥッラー・アル・ファイサル・スタジアム | 北朝鮮               | △ 0-0        | 池田太             | 2024年パリオリンピック・アジア最終予選 | [ 21 ]       |
| 7.           | 2024年10月26日 | 東京         | 国立競技場                                             | 韓国                 | ○ 4-0        | 佐々木則夫         | MIZUHO BLUE DREAM MATCH 2024           | [ 22 ]       |
| 8.           | 2025年7月9日   | 水原         | 水原ワールドカップ競技場                               | チャイニーズタイペイ | ○ 4-0        | ニルス・ニールセン | EAFF E-1サッカー選手権2025             | [ 23 ]       |
| 9.           | 2025年7月13日  | 華城         | 華城総合運動場                                         | 韓国                 | △ 1-1        | ニルス・ニールセン | EAFF E-1サッカー選手権2025             | [ 24 ]       |
| 10.          | 2025年7月16日  | 水原         | 水原ワールドカップ競技場                               | 中華人民共和国       | △ 0-0        | ニルス・ニールセン | EAFF E-1サッカー選手権2025             | [ 25 ]       |

#### ゴール
| ゴール一覧 | ゴール一覧     | ゴール一覧   | ゴール一覧               | ゴール一覧 | ゴール一覧 | ゴール一覧 | ゴール一覧                            | ゴール一覧 |
| #          | 開催日         | 開催都市     | スタジアム               | 対戦国     | 結果       | 監督       | 大会                                  | 出典       |
| ---------- | -------------- | ------------ | ------------------------ | ---------- | ---------- | ---------- | ------------------------------------- | ---------- |
| 1.         | 2023年10月26日 | タシュケント | ロコモティフ・スタジアム | インド     | ○ 7-0      | 池田太     | 2024年パリオリンピック・アジア2次予選 | [ 26 ]     |
| 2.         | 2023年10月26日 | タシュケント | ロコモティフ・スタジアム | インド     | ○ 7-0      | 池田太     | 2024年パリオリンピック・アジア2次予選 | [ 26 ]     |

## タイトル

### クラブ
- サンフレッチェ広島レジーナ
  - WEリーグカップ: 2回 (2023-24、2024-25)

### 代表
- 日本女子代表
  - EAFF E-1サッカー選手権: 1回 (2022)
  - アジア競技大会: 1回 (2023)

### 個人
- WEリーグ
  - ベストイレブン: 1回 (2024-25)
  - 優秀選手賞: 4回 (2021-22、2022-23、2023-24、2024-25)

- なでしこリーグ2部
  - 得点王: 1回 (2020)